# 王位戰
 
王位戰是在韓國所舉辦之圍棋棋戰。
於1966年創辦。2004年以後改名為KT杯王位戰。
- 主辦 中央日報
- 贊助 三星電子(-37期)、KT(38期-)

除決賽以外每局有4小時思考時間，而決賽則有5小時。勝利者獎金約為韓幣45,000,000(約合美金$40,000圓)。 [1]

## 比賽方式
- 到38期為止，都是由8名參賽者進行循環賽，決出一名勝者挑戰前一年的王位戰勝者。挑戰中比賽局數到第15期為止都為五局三勝，第16期以後改為七七局五勝制。循環戰前四名將成為下期種子選手，而剩下四名則由預選賽決出。
- 從第39期開始改為由淘汰賽決定挑戰者，而挑戰局數則為五局三勝。
- 第39期時，比賽有業餘棋士全國選拔大賽中的前四名參戰。（第40期開始變回只有職業棋士參賽）

## 歷年優勝者及挑戰結果
（左為優勝者）
1. 1966年 金寅 - 趙南哲
2. 1967年 金寅 4-1 挺彰顯
3. 1968年 金寅 3-0 高在熙
4. 1969年 金寅 3-1 趙南哲
5. 1970年 金寅 3-1 趙南哲
6. 1971年 金寅 3-1 盧永夏
7. 1972年 金寅 3-0 趙南哲
8. 1973年 河燦錫 3-1 金寅
9. 1974年 金寅 3-2 河燦錫
10. 1975年 徐奉洙 3-1 金寅
11. 1976年 曹薰鉉 3-2 徐奉洙
12. 1977年 曹薰鉉 3-0 金寅
13. 1978年 曹薰鉉 3-0 徐奉洙
14. 1980年 曹薰鉉 3-0 河燦錫
15. 1981年 徐奉洙 3-2 曹薰鉉
16. 1982年 曹薰鉉 4-3 徐奉洙
17. 1983年 曹薰鉉 4-0 張秀英
18. 1984年 曹薰鉉 4-0 許壮會
19. 1985年 曹薰鉉 4-3 徐奉洙
20. 1986年 曹薰鉉 4-3 徐奉洙
21. 1987年 曹薰鉉 4-0 徐奉洙
22. 1988年 曹薰鉉 4-0 呉圭喆
23. 1989年 曹薰鉉 4-3 徐奉洙
24. 1990年 曹薰鉉 4-0 徐奉洙
25. 1991年 李昌鎬 4-3 曹薰鉉
26. 1992年 劉昌赫 4-3 李昌鎬
27. 1993年 劉昌赫 4-3 曹薰鉉
28. 1994年 劉昌赫 4-2 李昌鎬
29. 1995年 劉昌赫 4-3 曹薰鉉
30. 1996年 李昌鎬 4-2 劉昌赫
31. 1997年 李昌鎬 4-0 曹薰鉉
32. 1998年 李昌鎬 3-1 曹薰鉉
33. 1999年 李昌鎬 3-2 劉昌赫
34. 2000年 李昌鎬 3-1 徐奉洙
35. 2001年 李昌鎬 3-0 曹薰鉉
36. 2002年 李昌鎬 3-2 李世乭
37. 2003年 李昌鎬 3-1 曹薰鉉
38. 2004年 李昌鎬 3-2 李世乭
39. 2005年 李昌鎬 3-1 玉得真
40. 2006年 李昌鎬 3-0 李映九
41. 2007年 李昌鎬 3-2 尹畯相

## 賽會記録
- 最多優勝 13次 曹薰鉉，李昌镐
- 最多連勝 12連勝 李昌鎬（因赛事停办而终止）

## 相關項目
- 韓國棋院

## 外部連結
- 韓国棋院「KT배 왕위전」
- 圍棋數據庫　韓國職業棋戰「王位戰」(日文)